# کی‌تی اند جی
کی‌تی اند جی (به انگلیسی: KT&G) شرکت تنباکوی کره‌ای است، که در زمینه تولید و توزیع سیگار، توتون و جینسنگ، همچنین تولید مواد شیمیایی و مواد غذایی فعالیت می‌کند.
شرکت کی‌تی اند جی در سال ۱۹۸۷ تأسیس شد و در حال حاضر مالک برندهای سیگار اِسه، پاین، زست، سیمل، کارنیوال، رایسون و بوهم می‌باشد. شرکت کی‌تی اند جی هم‌اکنون دارای ۳ کارخانه تولید سیگار در کشورهای روسیه، ترکیه و ایران می‌باشد.
دفتر مرکزی این شرکت در شهر دائجونگ، کره جنوبی قرار دارد و بخشی از سهام آن در بازار بورس کره معامله می‌شود.